# Karl Holmström
Karl Johan Holmström (* 22. März 1925 in Bjurholm; † 2. Juni 1974 in Jukkasjärvi) war ein schwedischer Skispringer.

## Werdegang
Karl Holmström startete in den Jahren 1943 bis 1960 für IFK Kiruna. Bei der Nordischen Skiweltmeisterschaft in Lake Placid erreichte er 1950 lediglich Platz 16.  Sein erfolgreichstes Jahr sollte dann aber 1952 werden. In diesem Jahr wurde er schwedischer Meister und gewann obendrein bei den Olympischen Winterspielen in Oslo die Bronzemedaille auf der Normalschanze. Bei der Vierschanzentournee 1953 konnte Holmström nach einem 17. Platz in Garmisch-Partenkirchen und einem fünften Platz in Oberstdorf zwei sechste Plätze in Innsbruck und Bischofshofen erreichen. Am Ende belegte er damit den neunten Rang der Tournee-Gesamtwertung.